# Amoled
Een amoled-scherm (active-matrix organic light-emitting diode) is een technologie die voortkomt uit oled-schermen.

## Werking

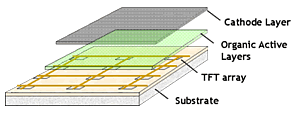
Weergave van de opbouw van een amoled-scherm

Een amoled-scherm bestaat uit oled-pixels die verwerkt zijn in een thin-film transistor (tft). De pixels kunnen geïntegreerd zijn in de dunne laag (thin film) van de tft of hierop geplaatst zijn. De pixels zijn zo gerangschikt dat ze een raster van pixels vormen. Tussen de tft-laag en de kathodelaag is er een laag met organisch materiaal dat oplicht als er een elektrische activering plaatsvindt. Om te bepalen hoe helder een bepaalde pixel moet oplichten, wordt er een controle uitgevoerd door twee tft's. Eén controleert het starten en stoppen van het laden van een condensator. De tweede dient om een spanningsbron op niveau te houden die nodig is om een constante elektrische stroom te leveren voor de pixel.

## Voordelen
Een amoled-scherm werkt bij een laag stroomverbruik. Dit resulteert in een constante helderheid en een goede videoratevoorstelling. Dit maakt amoled-schermen zeer aantrekkelijk voor draagbare elektronica waarbij het energieverbruik belangrijk is en waarbij de schermdiagonaal groter is dan 5 à 7 cm.

## Nadelen
Het grootste nadeel van amoled-schermen is dat het ontwikkelingsproces complex, en daarmee ook duur is.

## Toepassingen van amoleds
Toepassingen van dit soort schermen is te vinden in de mp4-spelerbranche waar men toch gebruikmaakt van grotere schermen. Samsung is bezig met de ontwikkeling van televisieschermen en laptopschermen waarin men de amoled-techniek wil implementeren. Ook heeft Samsung, net als Nokia en HTC, al mobiele telefoons en digitale camera's met amoled-schermen. De Samsung tab S tablet heeft ook amoled. Ook de PlayStation Vita, de tweede handheld van Sony, gebruikt een amoled-scherm dat is gefabriceerd door Samsung.
Tegenwoordig worden Amoleds gebruikt voor schermen van Head-mounted display oftewel VR-brillen: toestellen die men op het hoofd plaatst om zo een virtuele werkelijkheid te kunnen weergeven. Het scherm dekt tot 150° van het gezichtsveld en staat zeer dicht bij de ogen. HTC VIVE, Oculus Rift, en Samsung maken allemaal gebruik van amoleds.

## Amoled-Son Dam Bi
Toen Samsung de eerste mobiele telefoon met amoled op de markt bracht, zorgde Son Dam bi met het liedje 'Amoled' voor de promotie in Zuid-Korea.